# Leon Arje Me'ir
Leon Arje Me'ir (hebrejsky: ליאון אריה מאיר, v anglickém přepise Leo Aryeh Mayer; 12. ledna 1895 – 6. dubna 1959) byl izraelský vědec a badatel v oboru islámského umění a rektor Hebrejské univerzity v Jeruzalémě.

## Biografie
Narodil se ve Stanislavově a Haliči v Rakousku-Uhersku (dnešní Ivano-Frankivsk na Ukrajině) do význačné chasidské rabínské rodiny. V roce 1913 odjel studovat východní umění na Vídeňskou univerzitu. Jeho specializací byl muslimský východ a jeho kulturní historie. Mimo Vídeň též studoval na univerzitě v Lausanne a na Berlínské univerzitě. V roce 1917 získal doktorát na Vídeňské univerzitě za nepublikovanou práci o urbanismu v islámu. Během svého pobytu ve Vídní rovněž navštěvoval židovský teologický seminář a začal působit v rámci sionistického hnutí ha-Šomer (později známé jako ha-Šomer ha-Ca'ir).
V roce 1917 dokončil svá studia a začal vyučovat a pracovat jako pomocný knihovník na Orientálním institutu. V roce 1919 se vrátil do svého rodného města Stanislavov, kde vyučoval na střední škole. V důsledku událostí první světové války (o Stanislavov během války bojovalo hned několik různých stran a byl tak značně poničen) se nakonec přestěhoval do Berlína, kde byl zaměstnán v orientálním oddělení berlínské státní knihovny.
V roce 1921 nakonec podnikl aliju do britské mandátní Palestiny, kde začal pracovat pro britskou mandátní vládu v oddělení starověkých památek. Do roku 1929 pracoval jako inspektor a následně v letech 1929 až 1933 jako ředitel archivů. Po odchodu z tohoto oddělení byl čestně jmenován vrchním dozorcem v novém vládním muzeu v Jeruzalémě.
V mezidobí se v roce 1925 stal jedním z prvních zaměstnanců Institutu židovských studií při Hebrejské univerzitě a v roce 1929 začal přednášet islámské umění a archeologii. V roce 1932 se stal profesorem a v letech 1943 až 1945 působil jako děkan fakulty umění a rektor univerzity.
Spolupracoval s Elazarem Sukenikem na projektu vykopávek tzv. „Třetí zdi“ v Jeruzalémě, postavené zhruba v letech 41 až 44 n. l. judským králem Agrippou.
V letech 1940 až 1950 byl prezidentem Israel Exploration Society a byl čestným prezidentem Israel Oriental Society. Mimo to byl též zvolen členem vládní archeologické rady, členem Land of Israel Folklore Society, členem Společnosti archeologů v Londýně a čestným členem American Heraldry Society.

## Ocenění a pocty
- V roce 1948 mu byl králem Jiřím VI. udělen Řád britského impéria, konkrétně stupeň člen (MBE)
- V roce 1958 mu byla udělena Izraelská cena za společenské vědy.[2]
- V roce 1974 bylo na jeho počest v Jeruzalémě založeno muzeum L. A. Mayer Institute for Islamic Art[3]

## Dílo
Níže uvedený je částečný seznam děl L. A. Me'iera:
- Excavations at the Third Wall of Jerusalem's Old City, 1930 (společně s E. Sukenikem)
- Saracenic heraldry, Oxford, 1933
- Beginning and rise of Islamic Archeology, 1935
- Annual bibliography of Islamic art and archaeology :India excepted, 1935
- new Material for Mamaluk Heraldry, Jerusalem, 1937
- articles in Ars Islamica, 1936-7
- Bibliography of Islamic numismatics, Royal Asiatic Society, 1939, 1954
- Mamaluk costume, 1952
- Religious buildings of the Muslims in Israel, 1950 (společně s Ja'akovem Pinkerfeldem a Jigaelem Jadinem)
- L’art juif en terre de l’Islam, 1959
- Bibliography of Jewish Art